# Order Zasługi Republiki Turyngii
Order Zasługi Republiki Turyngii (niem. Der Verdienstorden des Freistaats Thüringen) – odznaczenie za zasługi nadawane przez Turyngię, kraj związkowy RFN.

## Historia
Order został ustanowiony przez landtag landu Turyngia 28 września 2000 roku jako nagroda za wybitne zasługi dla Turyngii lub jej ludności. Nadawany jest przez prezesa krajowej Rady Ministrów na wniosek prezesa landtagu lub ministrów poszczególnych resortów, z propozycjami nadania może się do nich zwracać każdy obywatel. Liczba żyjących posiadaczy odznaczenia jest ograniczona do 300 osób. Od chwili powstania orderu do roku 2007 nadano go 63 osobom, w tym 15 kobietom i tylko jednemu cudzoziemcowi. Według praw Turyngii orderu nie mogą otrzymać aktywni członkowie rządu krajowego czy landtagu.

## Insygnium
Insygnium jednoklasowego orderu to emaliowany na biało ze srebrnym obramowaniem krzyż maltański. W medalionie środkowym awersu znajduje się emaliowany herb Turyngii. Order jest noszony na agrafie na lewej piersi, a więc rewers jest srebrny i nieemaliowany. Wstążeczkę orderu w barwach biało-czerwonych (identycznych jak w polskiej fladze) używa się tylko przy miniaturce lub rozetce orderowej.